# Плеханова, Апполинария Николаевна
Апполинария Николаевна Плеханова (4 октября 1919 — 2005) — советская фехтовальщица.

## Биография
Выступала за «Динамо» (Львов). Мастер спорта СССР.
В 1951 году стала бронзовым призером чемпионата СССР в личном первенстве.
В следующем году участвовала в летних Олимпийских играх (в личном первенстве по фехтованию на рапирах выбыла в полуфинале), а также заняла второе место на чемпионате СССР.
В 1954 году стала чемпионкой СССР.